# Sergio Estrada Cajigal
Sergio Alberto Estrada Cajigal Ramírez (Cuernavaca, Morelos, 23 de agosto de 1961) es un político mexicano, antiguo miembro del Partido Acción Nacional. De 2000 a 2006 fue gobernador del estado de Morelos.

## Biografía
Es originario de Cuernavaca, donde nació el 23 de agosto de 1961. Hijo de Sergio Estrada Cajigal Barrera y Gloria Ramírez Lavergne. Su abuelo, Vicente Estrada Cajigal, también gobernó Morelos entre 1930 y 1934, siendo el primer mandatario electo para un periodo constitucional.Es licenciado en Ciencias de la Comunicación por la Universidad Iberoamericana donde obtuvo su título universitario en 1986. Además de sus estudios profesionales en medios de comunicación, es experto en mecánica automotriz y fue propietario de un taller de servicios automotriz de 1987 a 1996. Tiene licencia de piloto aviador privado de Ala fija y Ala Rotativa.
Durante varios años participó activamente en el  gremio  empresarial a través de la Cámara Nacional de la Industria de Transformación (Canacintra). 
Ya como militante del PAN, Sergio Estrada Cajigal tuvo a su cargo la captación de recursos financieros para el Comité Municipal a través de la Secretaría de Finanzas. Posteriormente se integró a la Secretaría de Estudios Políticos y más adelante contendió para alcanzar y ganar a finales de 1996, la candidatura a la alcaldía de Cuernavaca, capital de la entidad. 
Sergio Estrada Cajigal gana la Presidencia Municipal de Cuernavaca el 16 de marzo de 1997, se convierte en el primer alcalde de la historia de Cuernavaca surgido de las filas de la oposición, habiendo recorrido todas y cada una de las colonias de la ciudad con el eslogan "Juntos haremos el cambio" lo que lo lleva a ser presidente municipal de Cuernavaca de junio de 1997 a marzo de 2000. Estrada Cajigal lleva a cabo acciones importantes a favor de la ciudad como la reubicación del comercio ambulante que invadía varias calles del centro, ubicando a casi dos mil comerciantes en la Plaza Lido y Plaza Degollado, construidas en tiempo récord para tal fin y recibiendo merecidos reconocimientos de parte de los comerciantes establecidos, los mismos comerciantes informales que a partir de ese momento iniciaron su proceso de regularización, así como de la población en general que por primera vez en muchos años veían las calles del centro de Cuernavaca limpias y banquetas transitables. 
Por haber llevado a cabo un proceso de modernización de la administración municipal, le fue otorgado el primer lugar nacional en modernización y eficiencia administrativa por la Asociación de municipios de México A.C. AMMAC. Para finales del 2008 Estrada Cajigal ya había hecho obras relevantes en Cuernavaca, como la pavimentación de cientos de kilómetros de calles, el retiro de más de 600 "topes", construcción de puentes en diferentes colonias entre los que se encuentra el Puente Ayuntamiento 2000 que mejoró considerablemente la vialidad al oriente de la ciudad, construcción de 14 tanques de almacenamiento de agua en lugares estratégicos para proveer el servicio de distribución de agua de manera regular a lo largo del día, evitando el molesto "tandeo" principalmente en las colonias del centro, oriente y sur de Cuernavaca. Se logró asimismo un eficiente servicio de recolección de basura, alumbrado público y se mejoró considerablemente la seguridad, al brindar a los policías mejores condiciones de trabajo a través de capacitación, equipo, vehículos y mejores sueldos. Implementó programas de mejora municipal y educación vial, visitando a las escuelas cada lunes realizando Honores a la bandera y compartiendo los consejos de "Beto el guardián de Cuernavaca" donde los niños se involucraban en diversas actividades que los motivaba a cuidar su ciudad y a ellos mismos.   
En diciembre de 1999, solicita separarse del cargo para buscar la candidatura de su partido (PAN) a la gubernatura morelense. Sergio Alberto Estrada Cajigal Ramírez derrotó por más del doble de los votos a su más cercano oponente, en los históricos comicios del 2 de julio de 2000. Desde el 1 de octubre de 2000, Sergio A. Estrada Cajigal Ramírez es el primer gobernador del Estado de Morelos surgido de un partido distinto al que había gobernado por más de 70 años. En su mandato se hicieron cientos de obras de mucha importancia para la entidad como 4 presas de gran tamaño al oriente del Estado, varias carreteras Inter municipales a cuatro carriles, muchas aulas nuevas en escuelas así como pozos de agua en varias comunidades del Estado.Promovió el desarrollo económico estatal con la llegada de importantes empresas y centros comerciales generadores de muchos empleos, así como el impulso a los productores agrícolas con apoyos en maquinaria y recursos de modernización.
El 28 de marzo de 2009 renunció a su militancia en el Partido Acción Nacional. Actualmente está separado de cualquier actividad política y se dedica a atender su negocio de arrendamiento y sus actividades personales.